# 酒井忠真
酒井 忠真（さかい ただざね）は、江戸時代前期の出羽庄内藩の第4代藩主。酒井佐衛門尉家第10代当主。酒井忠義の長男、母は松平輝綱の娘。幼名は小五郎。従四位下、左衛門尉。

## 生涯
天和2年（1682年）、父・忠義の死により家督を相続した。若年での相続であったために、江戸幕府より国目付として使番の保科正静らが派遣される。
元禄6年（1693年）には側用人に就任した。同じ年、改易された旧明石藩主で暴君として評判の悪かった本多政利の身を預かったところ、政利が家臣への暴力沙汰を起こしたため、監督不行き届きとして幕府より半年ほどの謹慎を言い渡されている。
享保16年（1731年）死去。
土芥寇讎記によれば、両刀使い（バイセクシャル）で、晩年は美少年を好んで何人も傍に侍らせたとある。
なお唯一の息子で嫡子となるはずだった酒井忠辰は夭折している。

## 年譜
- 1680年（延宝8年）：将軍家初見
- 1682年（天和2年）：酒井家相続（2月）
- 1693年（元禄6年）：奥詰（1月）、側用人兼務（2月）、奥詰兼側用人免（3月1日）
- 1694年（元禄7年）：奥詰再任（6月）
- 1702年（元禄15年）：奥詰免（2月）
- 1731年（享保16年）：江戸で死去、享年61

## 官位位階
- 1685年（貞享2年）：従五位下左衛門尉
- 1688年（元禄元年）：従四位下
- 1710年（宝永7年）：左衛門佐
- 1719年（享保4年）：左衛門尉
- 1725年（享保10年）：侍従

## 系譜
- 父：酒井忠義
- 母：諏訪姫 - 松平輝綱の娘
- 正室：密姫 - 細川綱利の娘
  - 長男：酒井忠辰（1700-1709）
- 養子
  - 男子：酒井忠寄 - 酒井忠予の次男
  - 女子：須和 - 松平清方正室、前田利直の娘